# Eulaminna
Eulaminna is een spookdorp in de regio Goldfields-Esperance in West-Australië. Eulaminna maakt deel uit van het lokale bestuursgebied (LGA) Shire of Leonora.

## Geschiedenis
In 1897 vond David Lambie goud in de streek. De Anaconda-mijn, vernoemd naar een toenmalige kopermijn in de Verenigde Staten, werd ontwikkeld. In plaats van goud werd er koper gedolven. Lambie deed de kopermijn van de hand. De mijn ging vervolgens nog verscheidene malen in andere handen over.
In 1900 werden in de nabijheid kavels opgemeten maar pas in 1904 werd het plaatsje Anaconda officieel gesticht. In 1907 veranderde Anaconda van naam om verwarring met de kopermijn uit de Verenigde Staten tegen te gaan. Het mijnwerkersdorp werd Eulaminna genoemd, naar de Aboriginesnaam voor de streek. De naam van de kopermijn werd in de Murrin Murrin-kopermijn veranderd. Murrin was de Aboriginesnaam voor een acaciaboom die in de streek groeit.
In 1903 telde het plaatsje 350 inwoners maar nadat de kopermijn in 1907 de activiteiten staakte begon het inwonersaantal terug te lopen.
Sinds 1999 zijn er 12 kilometer ten noordoosten van de oude kopermijn opnieuw mijnactiviteiten opgestart. Er wordt nikkel en kobalt geproduceerd. In 2002 worstelde 'Anaconda Pty Ltd' met het terugbetalen van haar leningen. De onderneming werd geherstructureerd. Onder de naam 'Minara Resources Ltd' zette het de mijnactiviteiten voort.

## Ligging
Het plaatsje ligt 877 kilometer ten oostnoordoosten van de West-Australische hoofdstad Perth, 87 kilometer ten zuidwesten van Laverton en 44 kilometer ten oosten van het aan de Goldfields Highway gelegen Leonora, de hoofdplaats van het lokale bestuursgebied waarvan het deel uitmaakt.
Er ligt een startbaan nabij de nieuwe Murrin Murrin-mijn, Murrin Murrin Airport (ICAO: YMMI).

## Klimaat
Eulaminna kent een warm woestijnklimaat, BWh volgens de klimaatclassificatie van Köppen.